# История Хо Вьета
«История Хо Вьета» (иер. трад. 胡越的故事, кант.-рус.: Ву Ют тик ку си) — второй фильм из «вьетнамской кинотрилогии» гонконгской женщины-режиссёра Энн Хёй о судьбах вьетнамских беженцев — «людей в лодках». Другое название, под которым также известен этот фильм — «Бог убийц».

## Имя главного героя
Выбор имени главного героя фильма был сделан Энн Хёй неслучайно. Хо Вьет (胡越) — вьетнамское имя главного героя — вьетнамца состоит из двух частей: «Хо» (胡) — вьетнамская фамилия, которая соответствует фамилии из псевдонима Хо Ши Мина (胡志明), а «Вьет» (越) — распространённое вьетнамское имя, специально выбранное, чтобы указать на этническое происхождение главного героя. Встречающиеся другие переводы имени главного героя, такие как «Ву Юэт», «вьетнамец Ву» и т. п. являются неверными, так как сделаны с английского варианта транскрипции названия фильма. При неправильном переводе теряется двойной смысл, изначально вложенный режиссёром в имя главного героя.

## Сюжет
Беженец из Вьетнама — парень Хо Вьет (胡越), вместе с другими «людьми в лодках» был вынужден покинуть родину и высадиться на берег в Гонконге. Он мечтает о лучшем будущем и о далёких странах, но жизнь заставляет его становиться наёмным убийцей в руках мафии, чтобы спасти свою любимую девушку.

## В ролях
| Актёр      | Роль         |
| ---------- | ------------ |
| Чоу Юньфат | Хо Вьет      |
| Кора Мяо   | Лэй Лапкуань |
| Чери Чун   | Сам Чхин     |
| Ло Ле      | Сам          |

## Награды
1-я Гонконгская кинопремия (1982) — премия в следующей категории:
- Лучший сценарий — Альфред Чён[англ.]